# Sportjahr 1871
Liste der Sportjahre

◄◄ | ◄ | 1867 | 1868 | 1869 | 1870 | Sportjahr 1871 | 1872 | 1873 | 1874 | 1875 | ► | ►►

Weitere Ereignisse

## Ereignisse

### Alpinismus
- 3. September: Victor Hecht und Bergführer Johann Pinggera besteigen als erste die Tschenglser Hochwand.

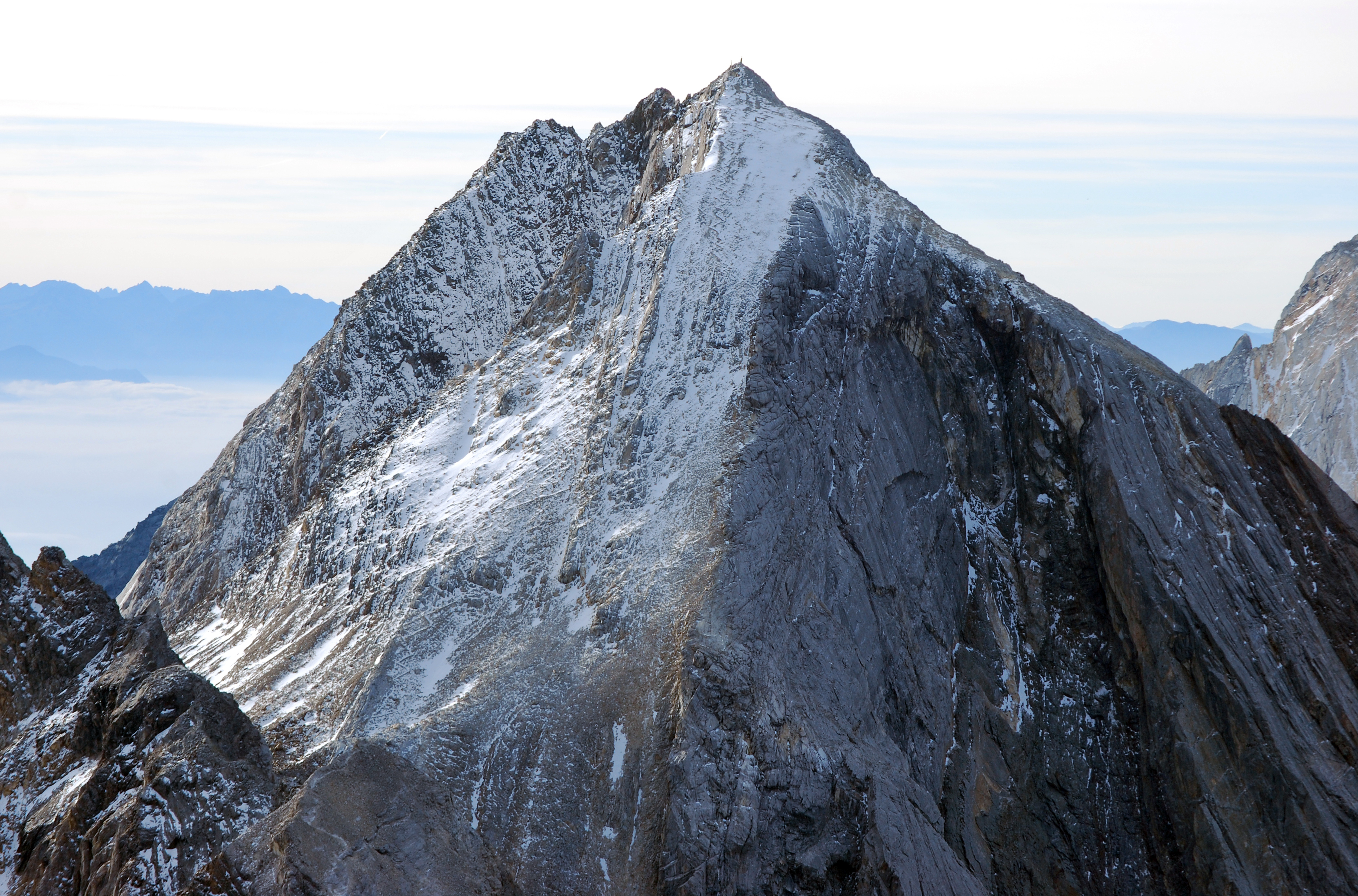
Die Hochweiße von Norden gesehen

- Victor Hecht und Rochus Raffeiner gelingt die Erstbesteigung der Hochweiße.

### Baseball
- Die Baseball-Mannschaft Boston Red Stockings wird gegründet. Im gleichen Jahr wird die National Association, die erste Baseball-Profi-Liga, gegründet. Erster Meister werden die seit 1860 bestehenden Philadelphia Athletics.

### Fußball / Rugby
- 26. Januar: 21 englische Rugby-Vereine treffen sich in London, um den Sportverband Rugby Football Union zu gründen, der nach und nach die Regeln der Rugby School standardisiert. William Cail wird zu ihrem Präsidenten gewählt.

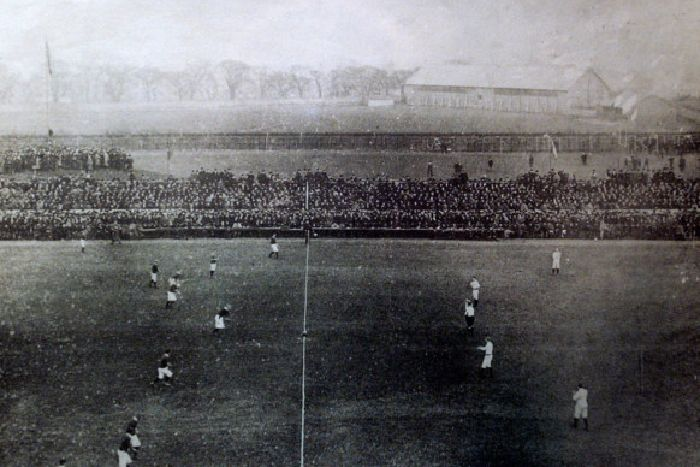
Szene des ersten Länderspiels Schottland–England (1871)

- 27. März: In Edinburgh findet das erste Länderspiel nach Regeln der Rugby Union zwischen Schottland und England statt, das die Heimmannschaft mit 4:1 gewinnt.
- 11. November: In England wird die erste Runde des ersten FA Cups ausgetragen. 14 Fußballmannschaften nehmen am FA Cup 1871/72 teil.
- Der Fußballverein Old Etonians, in dem hauptsächlich Absolventen des Eton College spielen, wird gegründet.
- Der Exeter Chiefs Rugby Club wird gegründet.
- Der Fußballverein FC Reading wird gegründet.
- Der Worcester Rugby Football Club wird gegründet.

### Golf
- Da der Championship Belt im Vorjahr nach seinem dritten Sieg in Folge in den Besitz von Young Tom Morris übergegangen ist, gibt es in diesem Jahr keine Siegestrophäe, und The Open Championship im Golf wird erstmals nicht ausgetragen.

### Rudern
- 1. April: Cambridge gewinnt das Boat Race gegen Oxford in 23′01″.

## Geboren

### Januar bis April
- 03. Januar: Octave Salzard, französischer Turner († 1934)
- 06. Januar: Frank Dummerth, US-amerikanischer Ruderer († 1936)

- 01. Februar: Helmer Hermandsen, norwegischer Sportschütze († 1958)
- 02. Februar: Montagu Toller, britischer Cricketspieler († 1948)
- 03. Februar: Jean-Baptiste Mimiague, französischer Fechter († 1929)
- 15. Februar: Carlos de Candamo, peruanischer Fechter, Rugby- und Tennisspieler († 1946)
- 16. Februar: Richard Gunn, britischer Boxer († 1961)
- 20. Februar: Conrad Adriaenssens, belgischer Sportschütze († unbekannt)
- 25. Februar: Oliver Campbell, US-amerikanischer Tennisspieler († 1953)
- 26. Februar: August Lehr, deutscher Radrennfahrer († 1921)

- 02. März: Gideon Ericsson, schwedischer Sportschütze († 1936)
- 03. März: Maurice Garin, französischer Radrennfahrer († 1957)
- 11. März: Violet Pinckney, englische Tennisspielerin († 1955)
- 13. März: Geoffrey Coles, britischer Sportschütze († 1916)
- 14. März: William Kilgour Jackson, britischer Curlingspieler († 1955)
- 16. März: Frantz Reichel, französischer Sportler († 1932)
- 22. März: Stewart Tritle, US-amerikanischer Tennisspieler († 1947)
- 25. März: Louis Perrée, französischer Fechter († 1871)

- 01. April: Adolf Böhm, deutscher Radrennfahrer († 1950)
- 05. April: Friedrich von Oesterley, deutscher Dressurreiter († 1944)
- 11. April: Gyula Kellner, ungarischer Langstreckenläufer († 1940)
- 14. April: Henri Fournier, französischer Rennfahrer († 1919)
- 15. April: Harry Van Bergen, US-amerikanischer Segler († 1963)
- 25. April: Lorne Currie, britischer Segler († 1926)

### Mai bis August
- 05. Mai: Gaétan de Knyff, belgischer Automobilrennfahrer († 1933)
- 18. Mai: Denis Horgan, irischer Kugelstoßer († 1922)
- 30. Mai: Nándor Dáni, ungarischer Leichtathlet († 1949)

- 14. Juni: Hermanus Brockmann, niederländischer Ruderer († 1936)
- 15. Juni: William Hirons, britischer Leichtathlet und Tauzieher († 1958)
- 19. Juni: Fritz Hofmann, deutscher Leichtathlet und Olympiateilnehmer († 1927)
- 19. Juni: Alajos Szokolyi, ungarischer Leichtathlet und Teilnehmer der ersten Olympischen Sommerspiele 1896 († 1932)
- 26. Juni: Johan Anker, norwegischer Segler, Olympiasieger und Konstrukteur († 1940)
- 28. Juni: Bruno Büchner, deutscher Rad- und Automobilrennfahrer sowie Flugpionier († 1943)

- 01. Juli: Olaf Sæter, norwegischer Sportschütze († 1945)
- 05. Juli: John Sandblom, schwedischer Segler († 1948)
- 12. Juli: Jules Demaré, französischer Ruderer († unbekannt)
- 16. Juli: John Maxwell, US-amerikanischer Golfspieler († 1906)
- 19. Juli: Lars Jørgen Madsen, dänischer Sportschütze († 1925)
- 30. Juli: J. Graham Kenion, britischer Segler († 1942)

### September bis Dezember
- 24. September: Charlotte Dod, britische Tennisspielerin († 1960)
- 24. September: Marius Thé, französischer Radrennfahrer und Schrittmacher († 1915)
- 27. September: George Ducker, kanadischer Fußballspieler († 1952)

- 08. Oktober: Esper Konstantinowitsch Belosselski, russischer Segler († 1921)
- 27. Oktober: Friedrich Dietz von Weidenberg, österreichischer Sportschütze († 1941)

- 03. November: Charles Lebègue, belgischer Sportschütze († unbekannt)
- 19. November: Jack Flett, kanadischer Lacrossespieler († 1932)
- 22. November: Bernard Berg, US-amerikanischer Turner († 1949)
- 28. November: Carl August Walbrodt, deutscher Schachspieler († 1902)

- 08. Dezember: Thomas Butler, britischer Tauzieher († 1928)
- 09. Dezember: Charles Bennett, britischer Leichtathlet († 1948)
- 09. Dezember: Carl von Moers, deutscher Vielseitigkeitsreiter († 1957)
- 29. Dezember: Emmanuel Foulon, belgischer Bogenschütze († 1945)

### Genaues Geburtsdatum unbekannt
- Johannes Adam, deutscher Fechter († unbekannt)
- Efstathios Chorafas, griechischer Schwimmer († unbekannt)
- Evangelos Gerakakis, griechischer Leichtathlet († 1913)
- Georgios Grigoriou, griechischer Leichtathlet († unbekannt)
- Petro Sakoworot, ukrainischer Fechter († 1951)
- Athanasios Vouros, griechischer Fechter († 1959)